# Paul Planat
 (janvier 2022).
Si vous disposez d'ouvrages ou d'articles de référence ou si vous connaissez des sites web de qualité traitant du thème abordé ici, merci de compléter l'article en donnant les références utiles à sa vérifiabilité et en les liant à la section « Notes et références ».
En pratique : Quelles sources sont attendues ? Comment ajouter mes sources ?
Paul Amédée Planat (Paris, 6 juin 1839 - Paris 6e, 7 juin 1911) était un ingénieur civil français.

## Biographie
Paul Planat a étudié le génie civil à l'École centrale des arts et manufactures (Promotion 1862) à Paris, où il a enseigné et a été plus tard rédacteur en chef du magazine La Semaine des constructeurs et fondateur et directeur du magazine d'architecture La Construction moderne (1885-1910).
En 1887, il publie un traitement graphique en trois dimensions des voûtes et des dômes en maçonnerie.